# Prionotus scitulus
Prionotus scitulus és una espècie de peix pertanyent a la família dels tríglids.

## Descripció
- Fa 25 cm de llargària màxima.[4][5]

## Hàbitat
És un peix marí, demersal i de clima subtropical (38°N-24°N) que viu fins als 45 m de fondària.

## Distribució geogràfica
Es troba a l'Atlàntic occidental: des de Virgínia fins al sud de Florida i el nord i l'est del Golf de Mèxic.

## Observacions
És inofensiu per als humans.